# Ana Carrasco
Ana Carrasco Gabarrón (ur. 10 marca 1997 w Murcji) – hiszpańska motocyklistka.

## Kariera

### Moto3
Carrasco jest pierwszą w historii zawodniczką klasy Moto3, na sezon 2013 podpisała kontrakt z Team Calvo, a jej partnerem zespołowym był Maverick Viñales.

## Droga do MotoGP
Ana zainteresowała się wyścigami motocyklowymi za sprawą swojego ojca, Alfonso, który był mechanikiem José Davida de Gei, byłego mistrza Hiszpanii i zawodnika motocyklowych mistrzostw świata.

## Statystyki

### Sezony
| Sezon | Klasa | Motocykl  | Wyścigi | Zwycięstwa | Podium | PP | NO | Pkt | Poz. koń. |
| ----- | ----- | --------- | ------- | ---------- | ------ | -- | -- | --- | --------- |
| 2013  | Moto3 | KTM       | 2       | 0          | 0      | 0  | 0  | 0*  | NC*       |
| 2014  | Moto3 | Kalex KTM | 14      | 0          | 0      | 0  | 0  | 0*  | NC*       |
| 2015  | Moto3 | KTM       | 15      | 0          | 0      | 0  | 0  | 0   | NC        |
| Razem |       | 46        | 0       | 0          | 0      | 0  | 0  | 9   |           |

### Starty
| Sezon | Klasa | Motocykl  | 1      | 2      | 3      | 4      | 5      | 6      | 7      | 8      | 9      | 10     | 11      | 12     | 13     | 14     | 15     | 16     | 17     | 18     | Poz. | Pkt. |
| ----- | ----- | --------- | ------ | ------ | ------ | ------ | ------ | ------ | ------ | ------ | ------ | ------ | ------- | ------ | ------ | ------ | ------ | ------ | ------ | ------ | ---- | ---- |
| 2013  | Moto3 | KTM       | QAT 20 | USA 20 | JER    | FRA    | MUG    | CAT    | NED    | GER    | LAG    | BRN    | SIL     | MIS    | ARA    | SEP    | AUS    | MOT    | WAL    |        | NC   | 0    |
| 2014  | Moto3 | Kalex KTM | QAT 24 | AME 21 | ARG 23 | SPA 23 | FRA 22 | ITA 20 | CAT 30 | NED 24 | GER 20 | IND 26 | CZE Ret | GBR 29 | RSM 24 | ARA 22 | JPN    | AUS    | MAL    | VAL    | NC   | 0    |
| 2015  | Moto3 | KTM       | QAT    | AME 22 | ARG 26 | SPA 27 | FRA 18 | ITA 25 | CAT 23 | NED 23 | GER NU | IND    | CZE     | GBR NU | RSM 25 | ARA 27 | JPN 29 | AUS 18 | MAL 23 | VAL 24 | NC   | 0    |